# Police Academy 4
Pour les articles homonymes, voir Police Academy (homonymie).
Série Police Academy
Police Academy 3
(1986) Police Academy 5
(1988)
Pour plus de détails, voir Fiche technique et Distribution.
Police Academy 4 : Aux armes citoyens ou Académie de Police 4 : Aux Armes Citoyens! au Québec (Police Academy 4: Citizens on Patrol) est un film américain réalisé par Jim Drake, sorti en 1987. C'est le quatrième volet de la série Police Academy.

## Synopsis
L'excentrique commandant Eric Lassard vient de mettre au point un ambitieux et instructif programme qu'il défendra lors de la convention internationale de police. Le programme baptisé C.O.P. « Civil Ordinaire en Patrouille » aura pour mission de former des citoyens volontaires aux aléas du métier de policier ainsi que de renforcer la confiance entre la population et les services de police. Seulement le capitaine Harris veille et, en l'absence du commandant Lassard, compte bien faire tout ce qui est en son pouvoir pour faire capoter le projet.

## Fiche technique
- Titre français : Police Academy 4 : Aux armes citoyens
- Titre original : Police Academy 4: Citizens on Patrol
- Titre québécois : Académie de Police 4 : Aux Armes Citoyens!
- Réalisation : Jim Drake
- Scénario : Gene Quintano, d'après les personnages créés par Neal Israel et Pat Proft
- Musique : Robert Folk
- Photographie : Robert Saad
- Montage : David Rawlins
- Production : Paul Maslansky
- Société de production et de distribution : Warner Bros.
- Pays de production :  États-Unis
- Langue : Anglais
- Format : Couleur - Mono - 35 mm - 1.85:1
- Genre : Comédie policière
- Durée : 88 min
- Dates de sortie : 
  - États-Unis : 3 avril 1987
  - France : 24 juin 1987

## Distribution
- Steve Guttenberg (VF : Hervé Bellon ; VQ : Alain Zouvi) : Sergent Carey Mahoney
- Michael Winslow (VF : Greg Germain ; VQ : Victor Désy) : Sergent Larvell Jones
- David Graf (VF : Guy Chapellier ; VQ : Mario Desmarais) : Sergent Eugene Tackleberry
- G. W. Bailey (VF : Marc de Georgi ; VQ : Hubert Gagnon) : Capitaine Thaddeus Harris
- Lance Kinsey (VF : Vincent Violette ; VQ : Daniel Lesourd) : Lieutenant Proctor
- Bob Goldthwait (VF : Marc François) : L'officier Zed
- Bubba Smith (VF : Tola Koukoui ; VQ : Jean-Luc Montminy) : Sergent Moses Hightower
- Tim Kazurinsky (VF : Jean-Pierre Leroux) : L'officier Carl Sweetchuck
- Leslie Easterbrook (VF : Martine Meiraghe ; VQ : Madeleine Arsenault) : Lieutenant Debbie Callahan
- George Gaynes (VF : Jean-Claude Michel) : Commandant Eric Lassard
- Billie Bird (VF : Lita Recio) : Lois Feldman
- Sharon Stone (VF : Marie-Martine Bisson ; VQ : Claudie Verdant) :  Claire Mattson
- Marion Ramsey (VF : Maïk Darah ; VQ : Lisette Dufour) : Sergent Laverne Hooks
- George R. Robertson (VF : Roland Ménard) : Commissaire Henry J. Hurst
- David Spade (VF : Luq Hamet) : Kyle
- Brian Backer (VF : Emmanuel Jacomy) : Arnie
- Corinne Bohrer : Laura
- Tad Thacker (VF : Daniel Lafourcade) : Tommy Conklin
- Brian Tochi (VF : Jean-François Vlérick) : Sergent Elvis Nogata
- Scott Thomson (VF : Georges Caudron) : Sergent Chad Copeland
- Arthur Batanides (VF : Claude Joseph) : M. Kirkland
- Andrew Paris : L'officier Bud Kirkland
- Colleen Camp : Sergent Katheen Kirkland-Tackleberry
- Jackie Joseph (VF : Nicole Favart) : Mme Kirkland
- Derek McGrath (VF : Philippe Peythieu) : Butterworth
- Randall 'Tex' Cobb (VF : Jean-Pierre Moulin) : Zack
- Jack Creley (VF : Michel Gudin) : Le juge
- Kay Hawtrey (VF : Liliane Gaudet) : La poétesse
- Steve Caballero : Un skateur
- Chris Miller : Un skateur
- Tommy Guerrero : Un skateur
- Lance Mountain : Un skateur
- Mike McGill : Un skateur
- Tony Hawk : Un skateur

## Autour du film
- Ce film marque la dernière apparition de Steve Guttenberg dans le rôle de Carey Mahoney mais aussi le retour de G. W. Bailey dans le rôle de Thaddeus Harris.
- Kay Hawtrey (la dame qui récite une poésie) est apparue dans le 1er opus (c'est elle qui crie « surprise » à Tackelberry lors de son pot de départ).